# پروتئین

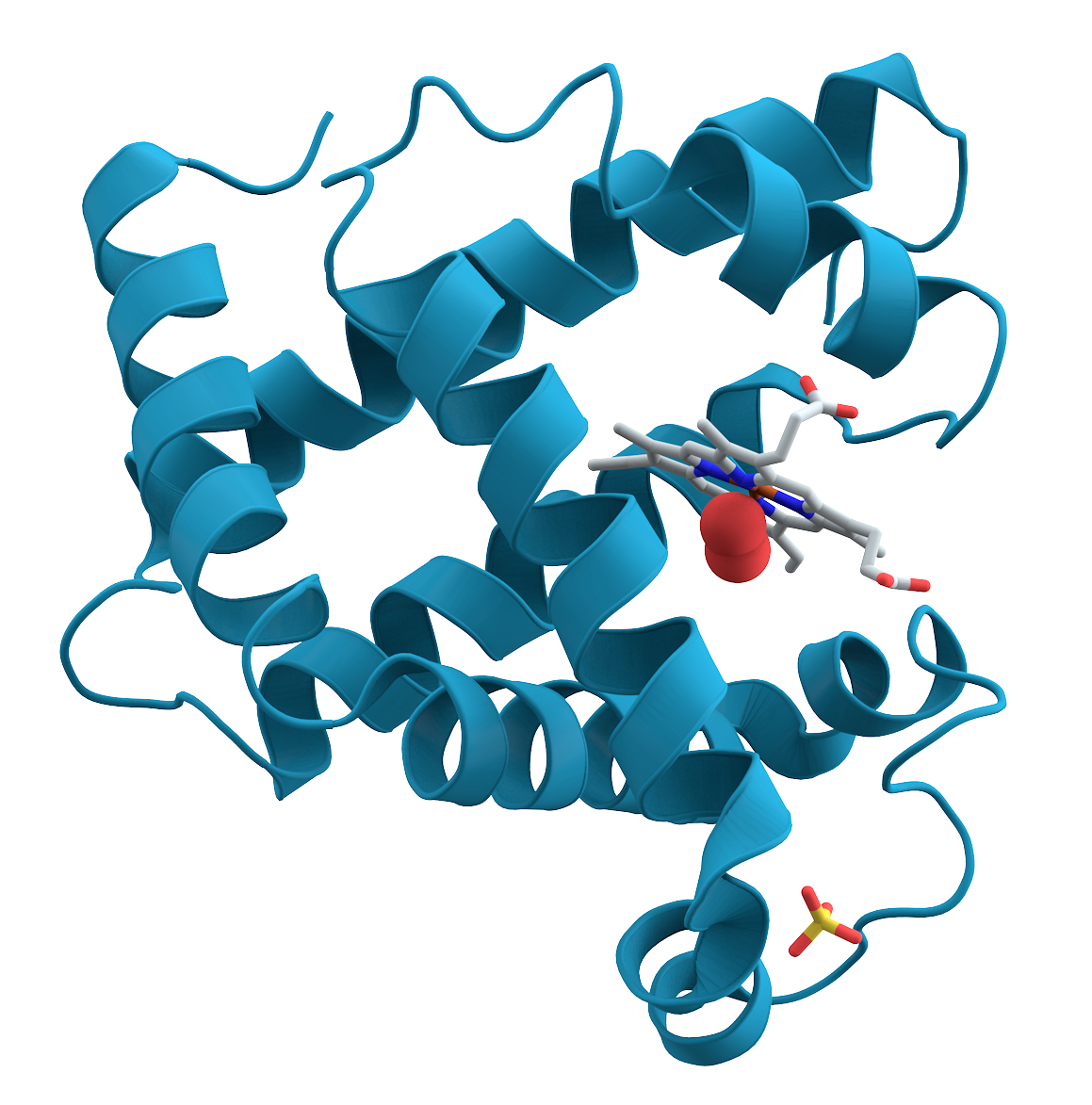
نمایشی سه‌بعدی از ساختار میوگلوبین، که در آن مارپیچ‌های آلفا به صورت رنگی نشان داده شده‌اند. این پروتئین نخستین پروتئینی بوده ساختار آن توسط بلورنگاری پرتو ایکس تعیین شد.

پرُوتِئین (به انگلیسی: protein) یکی از مواد مغذی اصلی است که بدن انسان برای زنده‌ماندن و عملکرد درست به آن نیاز دارد. این ماده از واحدهای کوچکی به نام آمینواسید ساخته شده‌ است؛ همان‌طور که جمله از واژه‌ها ساخته می‌شود، پروتئین هم از آمینواسیدها تشکیل شده‌ است. بدن ما از حدود ۲۰ نوع آمینواسید مختلف برای ساخت انواع پروتئین استفاده می‌کند. برخی از این آمینواسیدها را بدن می‌تواند خودش بسازد، اما بقیه را حتماً باید از راه غذا دریافت کند؛ به همین دلیل، خوردن منابع پروتئینی کافی مانند گوشت، تخم‌مرغ، لبنیات، حبوبات یا مغزها اهمیت زیادی دارد.
پروتئین‌ها تقریباً در همه جای بدن وجود دارند؛ از مو و ناخن گرفته تا ماهیچه، پوست، آنزیم‌ها و حتی هورمون‌ها. مثلاً آنزیم‌هایی که کمک می‌کنند غذا در دستگاه گوارش هضم شود، خودشان نوعی پروتئین هستند. یا هموگلوبین، ماده‌ای در خون که اکسیژن را از شش‌ها به بافت‌های دیگر می‌برد، نوعی پروتئین است. حتی دستگاه ایمنی بدن، که با بیماری‌ها مبارزه می‌کند، بدون پروتئین‌ها نمی‌تواند کار کند.
یکی از نکات دربارهٔ پروتئین این است که بدن نمی‌تواند آن را برای مدت طولانی ذخیره کند، برخلاف چربی یا کربوهیدرات. بنابراین لازم است که هر روز مقدار مشخصی پروتئین از غذا دریافت شود. میزان نیاز روزانه به پروتئین بسته به سن، جنسیت، میزان فعالیت بدنی و وضعیت سلامتی متفاوت است، اما برای بیشتر بزرگسالان، حدود ۰٫۸ گرم به‌ازای هر کیلوگرم وزن بدن توصیه شده‌ است.
تحقیقات علمی نشان داده‌اند که مصرف کافی پروتئین نه‌تنها برای رشد و ترمیم بافت‌های بدن مهم است، بلکه به احساس سیری بیشتر و کنترل وزن نیز کمک می‌کند. همین‌طور ورزشکاران برای ساخت ماهیچه بیشتر به پروتئین بیشتری نیاز دارند. از سوی دیگر، دریافت بیش از حد پروتئین، به‌ویژه از منابع حیوانی بدون تعادل، ممکن است به کلیه‌ها یا دیگر اندام‌ها فشار بیاورد، به‌ویژه در کسانی که مشکل کلیوی دارند.
برخی جانوران مانند عنکبوت‌ها، پروتئین‌هایی می‌سازند که بسیار خاص‌اند؛ مثلاً تار عنکبوت که از پروتئین ساخته شده، نسبت به وزنش از فولاد مقاوم‌تر است.

## ریشه نام
دلیل اینکه این واژه «پروتئین» نام گرفت، این بود که دانشمندان قرن نوزدهم آن را ماده‌ای بنیادی و «نخستین» برای حیات می‌دانستند.
نام «پروتئین» (Protein) ریشه در زبان یونانی دارد. این واژه نخستین بار در سال ۱۸۳۸ توسط شیمیدانی سوئدی به نام «یان یاکوب برزلیوس» (Jöns Jakob Berzelius) پیشنهاد شد. او این واژه را از واژهٔ یونانی πρωτεῖος (پروتئوس) به معنی «نخستین» یا «اصلی» اقتباس کرد. واژهٔ یونانی πρῶτος (پروتوس) نیز به معنی «اولین» یا «مقدم» است، و به اهمیت حیاتی این ماده در ساختار و کارکرد بدن اشاره دارد.
برزلیوس بر پایهٔ پژوهش‌هایی که شیمیدان هلندی «خراردوس یوهانس مولدر» (Gerardus Johannes Mulder) روی مواد آلی موجود در بافت‌های حیوانی و گیاهی انجام داده بود، این نام را انتخاب کرد. مولدر درون کشف کرده بود که همه این مواد (که بعدها پروتئین نامیده شدند) دارای ترکیب شیمیایی مشابهی هستند و عنصر نیتروژن در آن‌ها نقش مهمی دارد. برزلیوس با توجه به اینکه این ماده، اساسی‌ترین ترکیب در بدن موجودات زنده است، واژه‌ای را پیشنهاد کرد که به «برتری» یا «اساس بودن» اشاره دارد.

## توصیف علمی
پروتئین از  مهم‌ترین اجزای بدن است که نقش‌های بسیار حیاتی و مهمی در بدن دارد. این مواد از بهم چسبیدن زنجیره‌های آمینواسیدی تشکیل شده‌اند که براساس نوع پروتئین، تعداد این آمینواسیدها می‌تواند تا چند هزار نیز برسد. پروتئین‌ها طبق نوع و محل حضورشان عملکرد متفاوتی دارند، از جمله این وظایف می‌توان به فعالیت آنزیمی به منظور کاتالیز فرایند، شناسایی میکروب‌ها و سلول‌های سرطانی، انتقال موادی مانند گازهای تنفسی و سیگنال‌دهی اشاره کرد این ماده جز مولکول‌های زیستی محسوب می‌شود.
پروتئین‌ها مانند زنجیری از یک کلاف سه‌بعدی بسپارهایی هستند که از ترکیب اسیدهای آمینه حاصل می‌شوند. اسیدهای آمینه مثل یک زنجیر خطی توسط پیوند پپتیدی میان گروه‌های کربوکسیل و آمین مجاور به یکدیگر متصل می‌شوند تا یک پلی پپتید را به وجود بیاورند.
ترتیب اسیدهای آمینه در یک پروتئین توسط ژن مشخص می‌شود. اگرچه کد ژنتیک ۲۰ تا اسید آمینه استاندارد را معرفی می‌کند، اما در بعضی از اندامگان‌ها (ارگانیسم‌ها) کد ژنتیک شامل سلنوسیستئین و در بعضی از آرکی‌باکتری‌ها پیرولیزین می‌باشد. گاهی در پروتئین‌ها دگرگونی به وجود می‌آید: یا قبل از آنکه پروتئین بتواند به وظایفش در یاخته عمل کند یا به عنوان قسمتی از مکانیسم بازرسی. پروتئین‌ها معمولاًبه یکدیگر می‌پیوندند تا یک وظیفه‌ای را با یکدیگر انجام دهند که این خود باعث استوار شدن پروتئین می‌شود. چون ترتیب‌های نامحدودی در توالی و طول زنجیره اسید آمینه‌ها در تولید پروتئین‌ها وجود دارد، از این رو انواع بی‌شماری از پروتئین‌ها نیز می‌توانند وجود داشته باشند. پروتئین‌های درون‌یاخته‌ای در بخشی از سلول به نام ریبوزوم توسط آران‌ای (RNA) ساخته می‌شوند.
در ژانویه ۲۰۱۵ (بهمن ۱۳۹۳) دانشمندان آمریکایی و استرالیایی موفق به بازیافت پروتئین شدند. آنان با استفاده از اوره و نوعی همزن مخصوص، تخم مرغ آب‌پز را دوباره به تخم مرغ خام تبدیل کردند.

## ساختار پروتئین
ساختار پروتئین یا ساختمان پروتئین به ساختاری گفته می‌شود که پروتئین به خود می‌گیرد. پروتئین دارای چهار نوع ساختار می‌باشد.
- ساختار اول: به توالی پروتئین که به صورت رشته‌ای از اسیدهای آمینه می‌باشد گفته می‌شود. پروتئین‌ها پلی‌مرهایی خطی از اسیدهای آمینه هستند که با پیوند پپتیدی بهم متصل شده‌اند.
- ساختار دوم: به نظم‌های موضعی گفته می‌شود که پروتئین در حین تاشدگی به خود می‌گیرد. ساختار دوم پروتئین‌ها خود به چند دسته تقسیم می‌شود: ساختار دوم قسمتی از یک پروتئین؛ مارپیچ آلفا به رنگ خاکستری و صفحه بتا به رنگ قرمز نمایش داده شده

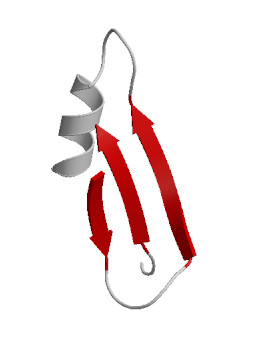
ساختار دوم قسمتی از یک پروتئین؛ مارپیچ آلفا به رنگ خاکستری و صفحه بتا به رنگ قرمز نمایش داده شده

  - مارپیچ آلفا ساده‌ترین و انعطاف‌پذیرترین ترتیب، کونفرماسیونی مارپیچی و راست گرد بود به نام مارپیچ آلفا. مارپیچ آلفا یکی از ساختارهای دوم رایج در پروتئین‌ها است. مارپیچ آلفا یک مارپیچ راست‌گرد است که ساختار آن هر ۴/۵ آنگستروم یک‌بار تکرار می‌شود. در هر دو مارپیچ آلفا، ۶/۳ اسید آمینه وجود دارد؛ یعنی هر ۵/۱ آنگستروم یک اسید آمینه در طول مارپیچ آلفا قرار می‌گیرد. هر گروه کربوکسیل و آمین در مارپیچ آلفا با اسید آمینه‌ای با فاصله چهار تا از خود، دارای باند هیدروژنی می‌باشد و این الگو در سراسر مارپیچ، غیر از چهار اسیدآمینه در دو انتهای آن تکرار شده‌است.
  - صفحه‌های بتا: ساختار صفحه‌های بتا، ساختار دوم بسیار کشیده و چین‌دار می‌باشد. یکی از تفاوت‌های مهم صفحه‌های بتا با مارپیچ آلفا این است که اسیدآمینه‌هایی که معمولاً در ساختار اول زنجیره پروتئینی با فاصله زیاد از هم قرارگرفته‌اند، برای تشکیل این ساختار در مجاورت یکدیگر قرار می‌گیرند بنابراین صفحه‌های بتا تمایل به سختی داشته و انعطاف‌پذیری ناچیزی دارند. پیوندهای هیدروژنی بین‌رشته‌ای که میان گروه‌های CO یک رشته بتا و NH رشته بتای مجاور ایجاد می‌شوند، به صفحات بتا پایداری می‌بخشند و باعث می‌شوند که این صفحات ظاهری زیگزاگ داشته باشند.
- ساختار سوم: حالت سه‌بعدی که پروتئین بعد از پیچش به خود می‌گیرد گفته می‌شود.
- ساختار چهارم: حالت قرارگیری چند پروتئین در فضا کنار یکدیگر. بیشتر پروتئین‌ها از پیوند زنجیرهای پلی پپتیدی مشابه یا متفاوت ساخته شده‌اند، اتصال بین زنجیرها توسط پیوندهای ضعیف تری برقرار می‌گردد. این ساختار ترتیب قرارگرفتن زیر واحدهای یک پروتئین را شرح می‌دهد و نقش مهمی در توضیح چگونگی شرکت پروتئین در واکنش‌های شیمیایی دارد.

روش‌های تعیین ساختار پروتئین، کشف ساختار سوم و چهارم یک پروتئین راهنمای بسیار مهمی برای تعیین کارکرد این پروتئین است. از روش‌های معمول می‌توان به پراش اشعه ایکس و تشدید مغناطیسی هسته اشاره کرد<این دو روش اطلاعات اتمی خوبی دربارهٔ ساختار پروتئین مورد نظر جمع‌آوری می‌کنند.
پراش (تفرق) اشعه ایکس روشی برای مطالعهٔ ساختار مواد بلوری است که در سال ۱۹۱۲ میلادی توسط فون لاوه کشف شد و توسط ویلیام هنری براگ و ویلیام لورنس براگ برای بررسی بلورها بکار گرفته شد.
cryo-electron microscopy روش دیگری است برای مطالعه ساختار پروتئین که معمولاً در دمای نزدیک به نیتروژن مایع انجام می‌شود.
بلورنگاری الکترونی (به انگلیسی: Electron crystallography) روشی برای تعیین آرایش اتم‌ها در جامدات به وسیله میکروسکوپ الکترونی است. این روش می‌تواند مکملی برای بلورنگاری پرتو-ایکس روی پروتئین‌هایی (مانند پروتئین‌های غشائی) که به راحتی نمی‌توانند کریستال سه‌بعدی لازم برای این کار را تشکیل بدهند، دانست.
بانک داده پروتئین (به انگلیسی: Protein Data Bank) (به اختصار PDB) منبعی برای داده‌های ساختار سه‌بعدی پروتئین‌ها و اسیدهای نوکلئیک است. این داده‌ها عموماً توسط بلورنگاری پرتو-ایکس یا بیناب‌نمایی ان‌ام‌آر به دست می‌آیند و توسط زیست‌شناس‌ها یا زیست‌شیمی‌پیشه‌ها از سراسر دنیا برای دسترس عموم آن‌جا گذاشته می‌شوند.
| دسته پروتئینی | زیردسته‌ها            | ساختار سه‌بعدی           | نمونه‌های شاخص                           | کاربردهای بیوتکنولوژی                         |
| --- | -------------------- | ----------------------- | --------------------------------------- | --------------------------------------------- |
| پروتئین‌های ساختاری | اسکلت سلولی          | فیلامنت‌های طویل         | • آکتین • توبولین • کراتین              | • مهندسی بافت • نانوالیاف زیستی               |
| پروتئین‌های ساختاری | ماتریکس خارج سلولی   | شبکه‌های سه‌بعدی          | • کلاژن • الاستین • فیبرونکتین          | • داربست‌های زیستی • مواد ترمیمی               |
| پروتئین‌های ساختاری | پیوندهای سلولی       | کمپلکس‌های اتصالی        | • کادهرین • کونکسین • اینتگرین          | • درمان سرطان • بازسازی بافت                  |
| پروتئین‌های عملکردی | آنزیم‌ها              | سایت فعال مخصوص         | • DNA پلیمراز • کاتالاز • سیتوکروم P450 | • تولید دارو • بیوسنسورها                     |
| پروتئین‌های عملکردی | حامل‌های غشایی        | کانال‌های انتقالی        | • آکواپورین • پمپ سدیم-پتاسیم • GLUT    | • درمان دیابت • تحویل دارو                    |
| پروتئین‌های عملکردی | پروتئین‌های سیگنالینگ | دامنه‌های تعاملی         | • G پروتئین‌ها • کینازها • فسفاتازها     | • توسعه داروهای هوشمند • درمان بیماری‌های عصبی |
| پروتئین‌های تنظیمی | فاکتورهای رونویسی    | دامنه اتصال به DNA      | • p53 • NF-κB • STAT                    | • ژن درمانی • پزشکی شخصی‌سازی شده              |
| پروتئین‌های تنظیمی | پروتئین‌های اپی‌ژنتیک  | دامنه‌های اصلاح کروماتین | • هیستون‌ها • DNMTها • HDACها            | • درمان سرطان • برنامه‌ریزی مجدد سلولی         |
| پروتئین‌های دفاعی | سیستم ایمنی          | سایت‌های شناسایی آنتی‌ژن  | • آنتی‌بادی‌ها • سیتوکین‌ها • کمپلکس MHC   | • واکسن‌سازی • ایمونوتراپی سرطان               |
| ◄ منابع علمی: - Molecular Biology of the Cell. Garland Science. ۲۰۲۲. صص. ۱۲۳-۱۸۹. شابک ۹۷۸-۰-۸۱۵۳-۴۴۵۵-۳ مقدار \|شابک= را بررسی کنید: checksum (کمک). «Protein classification and functional annotation». Nature Reviews Molecular Cell Biology. ۲۰۲۳. doi:10.1038/s41580-023-00626-7. - «بانک داده پروتئین‌های انسانی». دریافت‌شده در ۲۰۲۳-۱۲-۰۱. |                      |                         |                                         |                                               |

## اسیدآمینه
از۲۰نوع اسیدآمینه ۹نوع اسید آمینه ضروری است.
مقدار اسید آمینه ضروری و قابلیت دسترسی آن کیفیت پروتئین را مشخص می‌کند
تخم مرغ باکیفیت‌ ترین پروتئین را دارد و اارزش بیولوژیکی ان ۱۰۰است.
پروتئین سیب زمینی کم ولی با کیفیت و معادل تخم مرغ است

## پروتئینشیر
کازئین :که فسفوپروتئین(pp)هستند
پروتئین سرم:بتالاکتوگلوبولین. الفالاکتوالبومین. ایمونوگلوبولین. آلبومین‌های سرم

## پروتئینگوشت
دو نوع رشته پروتئینی دربافت پیوندی وجود دارد رشته‌های کلاژن و کشسان هستند رشته‌های کلاژن باعث افزایش مقاومت بافت می‌شوند

### سفیده تخم مرغ
اووالبومین کونالبومین اووکولوئید لیزوزیم اووموسین اویدین بازدارنده پروتئاز فلاووپروتئین اپوپروتئین

### زرده تخم مرغ
لیوتین و فسویتین لیپوپروتئینها

## پروتئینگندم
آلبومین. گلوبولین. گلیادین. گلوتنین

## خالص‌سازی پروتئین‌ها
خالص‌سازی پروتئین شامل یک سری مراحل می‌باشد که برای مجزا کردن یک نوع پروتئین از پروتئین‌های مختلط استفاده می‌شود. خالص‌سازی امری حیاتی برای توصیف وظیفه، ساختار و فعل و انفعالات پروتئین مورد نظر می‌باشد. این کار معمولاً با یک بافت زیستی یا کشت میکروبی آغاز می‌شود. مولکول‌ها از یاخته جدا شده و سپس پروتئین‌ها از دیگر مولکول‌های یاخته‌ای جدا می‌شوند. در انتها پروتئین مورد نظر از دیگر پروتئین‌ها جدا می‌شود.

## پروتئین‌سازی
از اطلاعات موجود در دی‌ان‌ای برای ساختن پروتئین‌ها استفاده می‌شود، اما جایگاه دی‌ان‌ای در هسته و جایگاه پروتئین‌سازی در سیتوپلاسم است. اندازه‌گیری‌ها نشان داده‌اند که در یاخته‌هایی که در آن‌ها فعالیت پروتئین‌سازی چندان شدید نیست، مقدار آران‌ای نیز کم است. از طرف دیگر، آران‌ای هم در هسته یافت می‌شود و هم در سیتوپلاسم. بر این اساس دانشمندان به این نتیجه رسیدند که آران‌ای اطلاعات را از دی‌ان‌ای به ریبوزوم‌ها حمل می‌کند. به این نوع آران‌ای که اطلاعات را از دی‌ان‌ای به ریبوزوم‌ها حمل می‌کند، آران‌ای پیک یا پیامبر(mRNA) می‌گویند. نوعی دیگر آران‌ای ناقل (tRNA) است که اسیدهای آمینه را به ریبوزوم منتقل می‌کند، تا ریبوزوم اسیدهای آمینه را بر اساس اطلاعات موجود در mRNA کنار یکدیگر ردیف کند. نوع دیگر آران‌ای ریبوزومی (rRNA) است که در ساختار ریبوزوم‌ها شرکت دارد.
برای ساخت پروتئین در یاخته مراحل زیر باید انجام شود:
1. دی‌ان‌ای باید رونویسی شود.
2. mRNA از هسته خارج می‌شود و وارد سیتوپلاسم می‌شود.
3. در ریبوزوم mRNA به پروتئین ترجمه می‌شود.
4. پس از ترجمه، تغییرات بیشتری در پروتئین ساخته شده به وجود می‌آید.

### رونویسی
ساخته شدن mRNA از روی DNA را رونویسی می‌گویند که با کمک آنزیم آران‌ای پلی‌مراز (RNA polymerase) انجام می‌شود. سلول‌های پروکاریوتی فقط یک نوع آنزیم RNA پلی‌مراز دارند. در سلول‌های یوکاریوتی سه نوع آنزیم RNA پلی‌مراز یافت شده‌است که آن‌ها را با علامت‌های I و II و III مشخص می‌کنند.
- RNA پلی‌مراز I فقط رونویسی ژن‌های rRNA را انجام می‌دهد.
- RNA پلی‌مراز II رونویسی پیشسازهای mRNAها و نیز برخی از RNAهای کوچک را انجام می‌دهد.
- RNA پلی‌مراز III رونویسی ژن‌های tRNA و نیز برخی از RNAهای کوچک را کاتالیز می‌کند.

مراحل رونویسی:
- مرحلهٔ ۱: رونویسی با اتصال RNA پلی‌مراز به قسمتی از ژن به نام راه انداز ژن (promoter) شروع می‌شود. راه انداز، قسمتی از DNA است که به RNA پلی‌مراز امکان می‌دهد رونویسی را از محل صحیح آغاز کند و مثلاً این کار را از وسط ژن شروع نکند. راه‌اندازی در نزدیکی جایگاه آغاز رونویسی (initiation site) قرار دارد. جایگاه آغاز رونویسی، به اولین نوکلئوتیدی از DNA گفته می‌شود که رونویسی می‌شود.
- مرحلهٔ ۲: RNA پلی‌مراز دو رشتهٔ DNA را از یکدیگر باز می‌کند.
- مرحلهٔ ۳: RNA پلی‌مراز هم چون قطاری که روی ریل حرکت می‌کند، در طول نوکلئوتیدهای DNA به حرکت در می‌آید و در مقابل هر یک از دئوکسی ریبو نوکلئوتیدهای DNA، ریبونوکلئوتید مکمل را قرار می‌دهد و به علاوه، هر ریبونوکلئوتید جدید را به ریبونوکلئوتید قبلی وصل می‌کند. در رونویسی نیز از همان قوانین جفت شدن بازها که در همانندسازی DNA به کار می‌رود، استفاده می‌شود. تنها تفاوت این است که در مقابل دئوکسی نوکلئوتید A (آدنین دار) در DNA، ریبونوکلئوتید U (یوراسیل دار) در RNA قرار می‌گیرد.
- مرحلهٔ ۴: RNA پلی‌مراز، DNA و mRNA تازه ساخته شده، پس از رونویسی جایگاه پایان رونویسی (termination site)، از یکدیگر جدا می‌شوند و مولکول mRNA برای مرحله بعدی یعنی ترجمه، آزاد می‌شود.

### ترجمه
اطلاعات در دی‌ان‌ای به صورت رمز ۳ تایی وجود دارد یعنی هر ۳ نوکلئوتید معرف ۱ رمز و هر رمز معرف ۱ اسید آمینه‌است.
پس از رونویسی mRNA از هسته خارج می‌شود و در سیتوپلاسم به کمک نوع دیگر آران‌ای به نام تی‌آران‌ای (tRNA) اسید آمینه را به هم متصل می‌کند. tRNA روی mRNA متصل می‌شود و طبق رمزهای tRNA, mRNA اسید آمینه‌ها را کنار هم می‌گذارد؛ و در آخر زنجیرهٔ پپتیدی به وجود می‌آید. به این مرحله ترجمه پروتئین گفته می‌شود.

### تغییرات پس از ترجمه
گاه پس از تولید پروتئین بر اثر فعالیت سایر آنزیم‌ها با ایجاد یا شکستن پیوندها تغییراتی در پروتئین ساخته شده صورت می‌گیرد.

## پروتئین‌های بدن انسان
پروتئین‌های بدن انسان به سه گروه اصلی پروتئین‌های غشایی (غشای سلول)، پروتئین‌های حلقوی و پروتئین‌های ساختاری یا فیبروز (مانند کلاژن، کراتین و الاستین) تقسیم می‌شوند. پروتئین‌های حلقوی شامل دو گروه اصلی گلوبین‌ها و آلبومینها هستند. گلوبین‌ها مانند هموگلوبین، میوگلوبین و گلوبولین‌ها.
سه پروتئین اصلی خون عبارتند از گلوبولین‌ها، آلبومین‌ها و فیبرینوژن.

## کارکردهای سلولی پروتئین‌ها

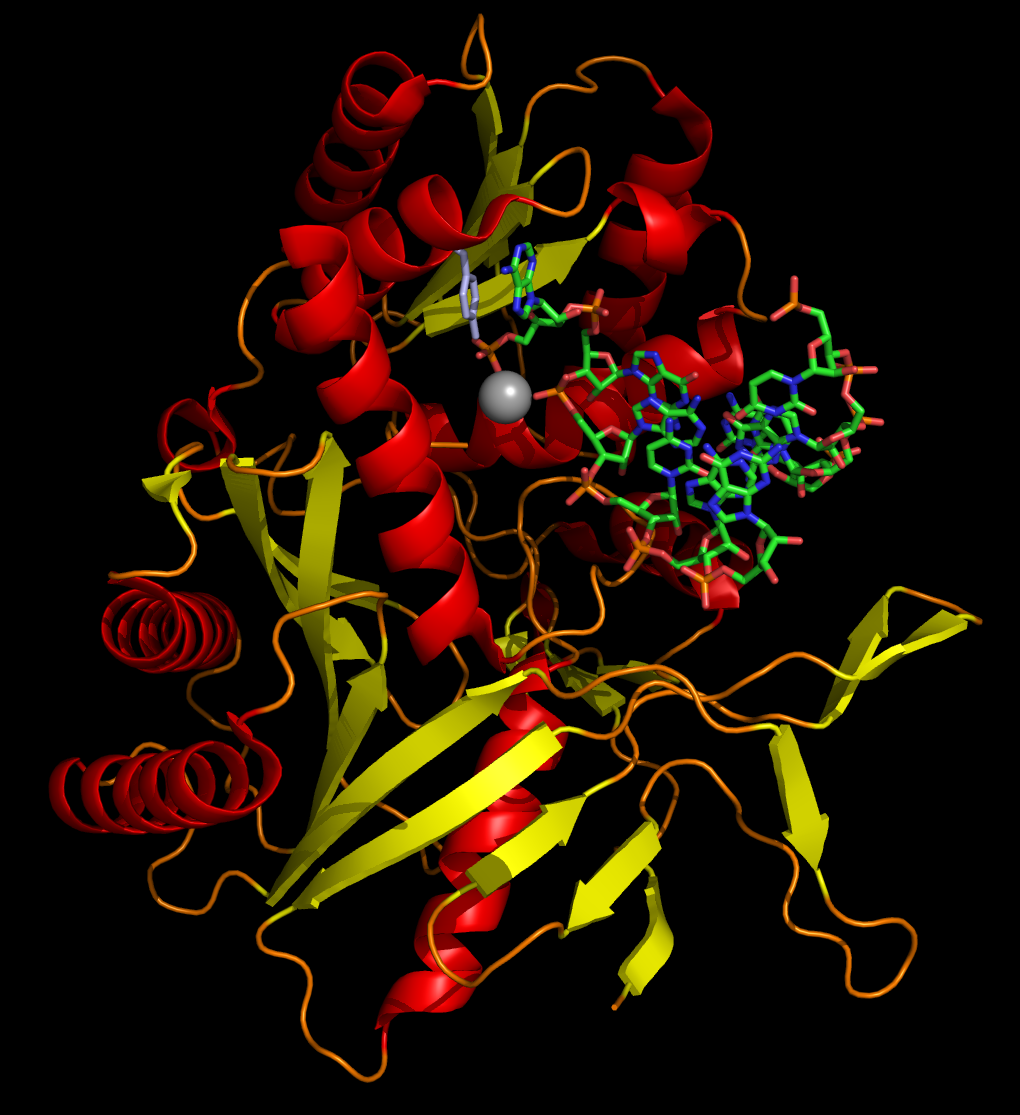

رفتار سلولی و تمام فعالیت‌هایی که در سلول انجام می‌شود بر عهده پروتئین‌ها است. همه پروتئین‌ها با هم برهم‌کنش دارند و تقریباً می‌توان گفت که همه پروتئین‌ها اثر خود را با همکاری پروتئین‌های دیگر در سلول اعمال می‌کنند و هیچ پروتئینی نیست که در یاخته به تنهایی عمل کند.

### آنزیم
زیمایه یا آنزیم یک ماده آلی است که یک فرایند شیمیایی را در یک سازواره یا موجود زنده تقویت یا تضعیف می‌کند ولی خودش دگرگون نمی‌شود. به عبارت دیگر آنزیم‌ها کاتالیزگرهای فرایندهای زیستی هستند و نسبت به کاتالیزگرهای غیر زیستی کارایی بسیار بالایی دارند. اغلب آنزیم‌ها ساختار پروتئینی دارند، به غیر از انواع محدودی از آن‌ها که از جنس ریبونوکلئیک اسید هستند؛ مانند ریبوزیم‌ها.

### پادتن
پادتَن یا آنتی‌بادی پروتئینی است که دستگاه ایمنی بدن از آن استفاده می‌کند تا اجسام بیگانه همچون باکتری و ویروس را پیدا کرده و خنثی سازد. هر پادتن یک پادگن ویژه را در هدف خود تشخیص می‌دهد. پادتن‌ها در ایمنی هومورال دفاع اختصاصی توسط پلاسموسیت‌ها تشکیل می‌شوند.

### علامت دهی سلولی
سلول‌ها به یکدیگر پیام‌هایی می‌دهند (به‌صورت شیمیایی یا الکتریکی) که به‌واسطهٔ این پیام‌ها با هم صحبت کرده و ارتباط برقرار می‌نمایند و اعمال خود را هماهنگ می‌کنند. از معروف‌ترین پیام‌رسان‌های شیمیایی «هورمون» ها هستند. هورمون ماده‌ای شیمیایی است که در غدد درون‌ریز ساخته شده و به داخل جریان خون می‌ریزد. این ماده روی سلول‌های هدف گیرنده دارد و با نشستن روی آن اعمال سلول را تغییر می‌دهد. گیرنده‌های هورمون‌های امینو اسیدی در روی سلول‌های هدف قرار دارد. هورمون‌ها گاهی از یک غده در یک نقطه از بدن ترشح می‌شوند و اثر خود را در نقطه‌ای دورتر اعمال می‌کنند. هورمون‌ها و پیام‌رسان‌های شیمیایی به دسته‌های مختلفی تقسیم می‌شوند. برخی از هورمون‌ها توانایی عبور از غشای سلولی و ورود به سلول را دارند و برخی دیگر نمی‌توانند از غشا عبور کنند. دستهٔ اخیر گیرنده‌هایی در سطح سلول دارند که پس از اتصال به آن‌ها، پیام خود را با واسطهٔ چندین مولکول دیگر به داخل سلول منتقل می‌کنند. برخی از این واسطه‌ها را «پیام‌رسان ثانویه» می‌گویند (ورارسانی پیام). از معروف‌ترین «سیستم‌های پیام‌رسانی ثانویه» سیستم «جی‌پروتئینها» است. این سیستم در مدار بسیاری از هورمون‌ها دیده می‌شود.

### پروتئین‌های ساختمانی
سلول‌های موجودات پرسلولی توسط انواعی از ملکول‌های پروتئینی و غیر پروتئینی به یکدیگر چسبیده باقی می‌مانند. این اتصال‌های گوناگون است که سلول‌های یک بافت را در کنار هم و بافت‌های مجاور را در کنار هم نگه‌می‌دارد.
این پروتئین‌ها در سازمان بندی سلول نقش دارند مثل: اکتین و میوزین

## پروتئین و بیماری‌ها
در سطح مولکولی، کلیه مکانیسم‌های زیستی سلول‌ها توسط پروتئین‌ها انجام می‌شود. پروتئین‌ها با ارتباط با یکدیگر به‌طور دقیق و بسیار کنترل شده‌ای وظایف خود را انجام می‌دهند. اساس مولکولی اغلب بیماری‌ها، بروز نقص یا تداخل در این کارکرد عادی پروتئین‌ها، که از طریق آن مکانیسم‌های زیستی سلولی را انجام می‌دهند، می‌باشد.
اگر کار پروتئین‌ها از حالت طبیعی خارج شود می‌توانند باعث بروز بیماری‌های مختلف شوند. از جمله این بیماری‌ها سرطان است.
پریون یکی از پروتئین‌هایی است که به‌طور عادی در سلول‌های عصبی بیان می‌شود. جهش در این پروتئین می‌تواند باعث تغییر ساختار این پروتئین شده به‌طوری‌که پروتئین جهش یافته می‌تواند مجتمع شده و پلاک‌های پروتئینی را در سلول‌های عصبی ایجاد کند.

## پروتئین‌ها در رژیم غذایی
مقاله اصلی پروتئین‌ها در رژیم غذایی

پروتئین‌ها مواد مغذی اصلی هر سلول زنده هستند. در ساختمان آن‌ها نه تنها کربن، هیدروژن و اکسیژن وجود دارد، بلکه ازت و گاهی گوگرد نیز موجود می‌باشد. پروتئین‌ها مسئول انجام اعمال گوناگونی هستند. نقش آن‌ها از تشکیل ماده انقباضی عضلات گرفته تا ساختن بعضی از هورمون‌ها، آنزیم‌ها و آنتی‌بادی‌ها، تبدیل انرژی شیمیایی به کار و انتقال اکسیژن و هیدروژن متنوع می‌باشد.

## بازیافت پروتئین
در ژانویه ۲۰۱۵ (بهمن ۱۳۹۳) دانشمندان آمریکایی و استرالیایی موفق شدند با استفاده از اوره و نوعی همزن مخصوص، تخم مرغ آب‌پز را دوباره به تخم مرغ خام تبدیل کنند. برای این کار ابتدا با استفاده از اوره سفیده جامد و پخته تخم مرغ را تبدیل به مایع کردند، اما هنوز رشته‌های پروتئین به نحوی نامطلوب در هم پیچیده بودند. برای رفع این مشکل دانشمندان با یک همزن مخصوص که جریان گردابی ایجاد می‌کرد به تدریج رشته‌های پروتئین را از هم باز و به آرامی جدا کردند تا اینکه دوباره در ساختاری مناسب تا بخورند. بازیافت پروتئین کاری گرانقیمت است و حدود چهار روز طول می‌کشد چون در واقع باید عملی مثل دیالیز، البته در سطح مولکولی، انجام شود اما روش جدید در عرض چند دقیقه به نتیجه می‌رسد. این کار مثل این است که تای پیراهنی را که بد تا شده باز کنیم، آن را اتو کنیم و چین و چروک‌های ناخواسته را از بین ببریم و بعد دوباره آن را تا کنیم.